# 赫里蒂奇嶺

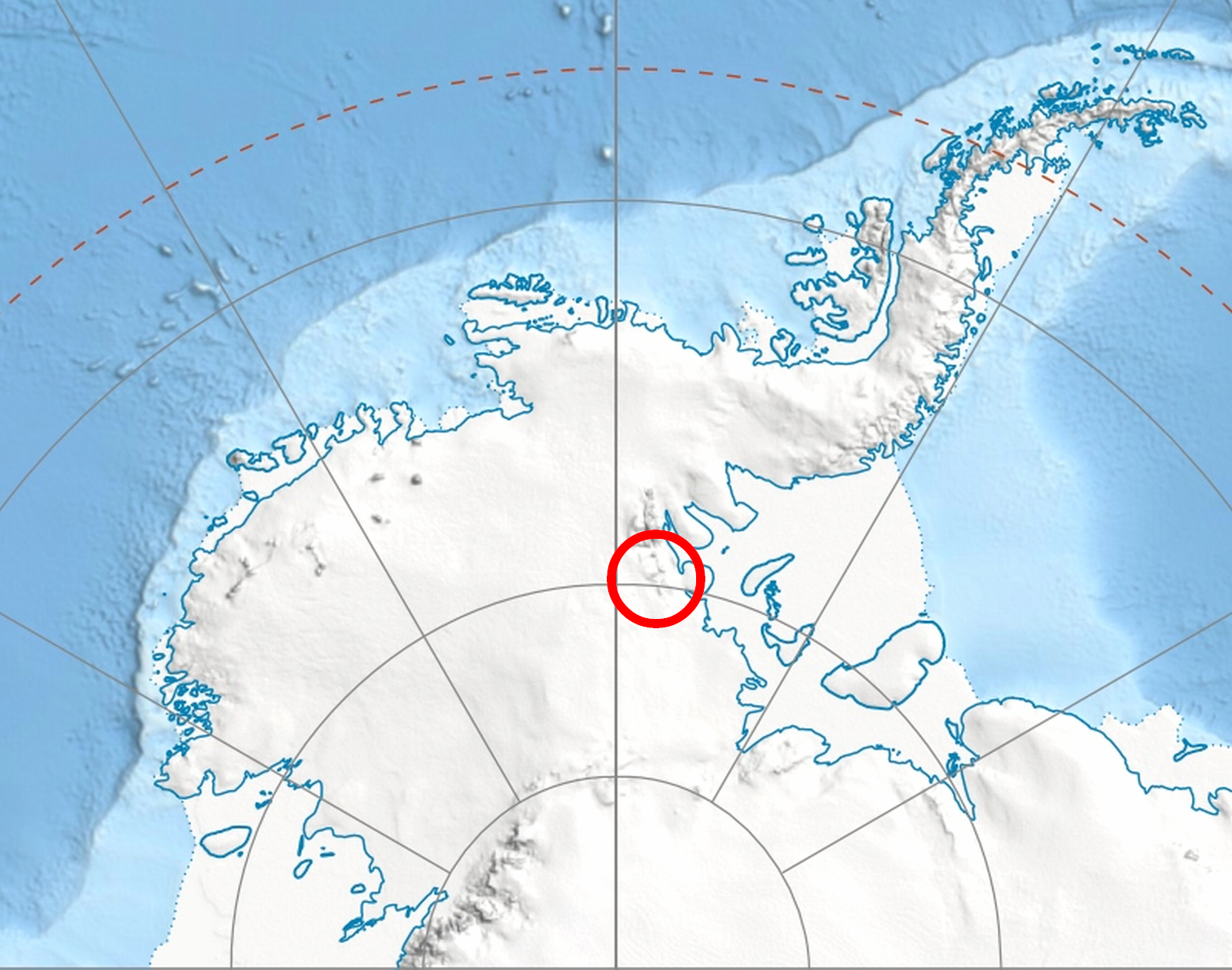

赫里蒂奇嶺（英語：Heritage Range）是南極洲的山脈，位於西部南極洲，屬於埃爾斯沃思山脈的一部分，處於明尼蘇達冰川以南，長160公里、寬48公里，最高點海拔高度2,500米。